# Верба туполиста
Верба́ туполи́ста (Salix retusa) — вид деревних рослин родини вербових (Salicaceae), поширений у горах Європи. Вид занесений до Червоної книги України. Формація верби туполистої занесена до Зеленої книги України. Протиерозійна культура.

## Опис

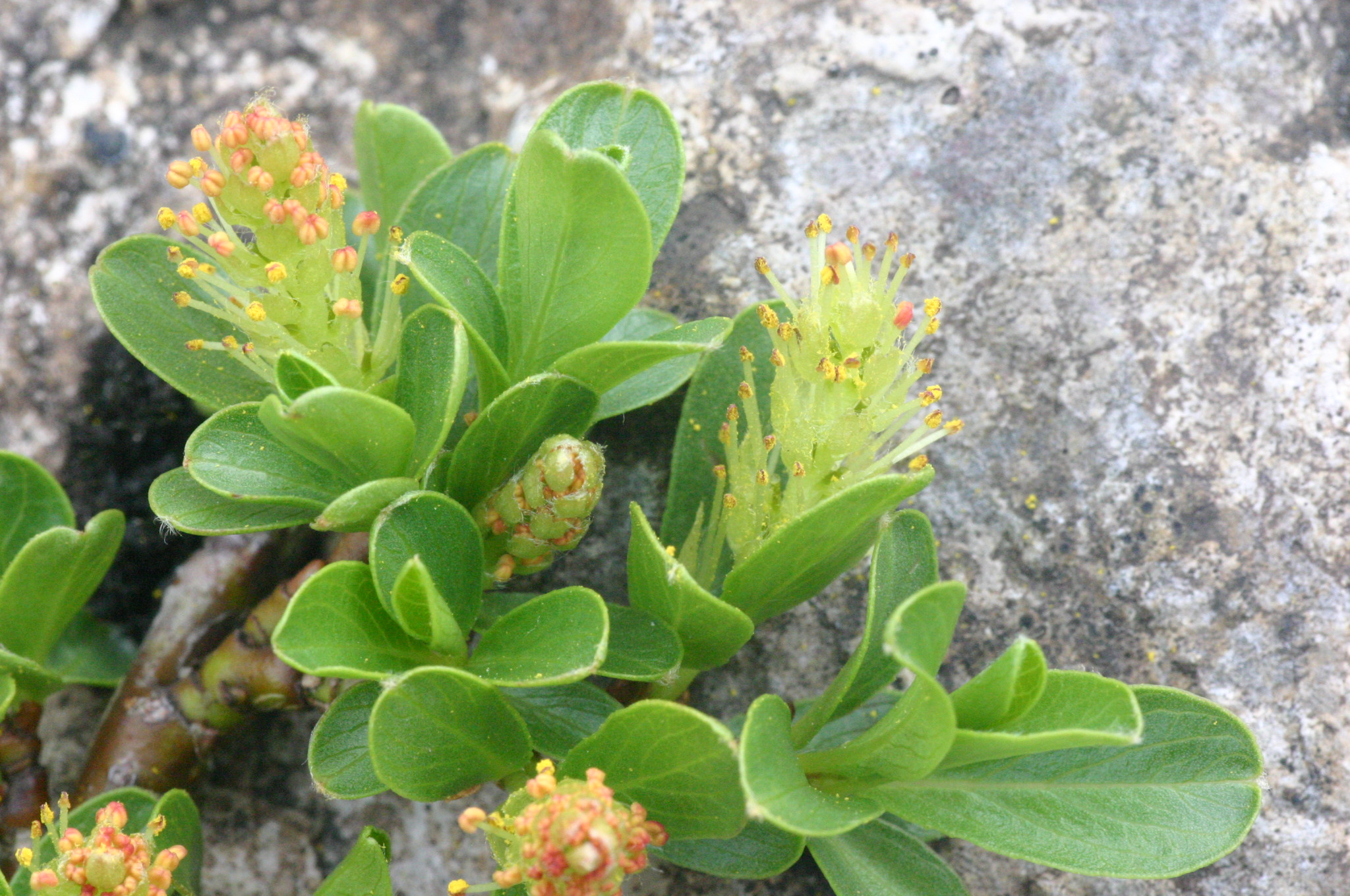
Чоловічі суцвіття

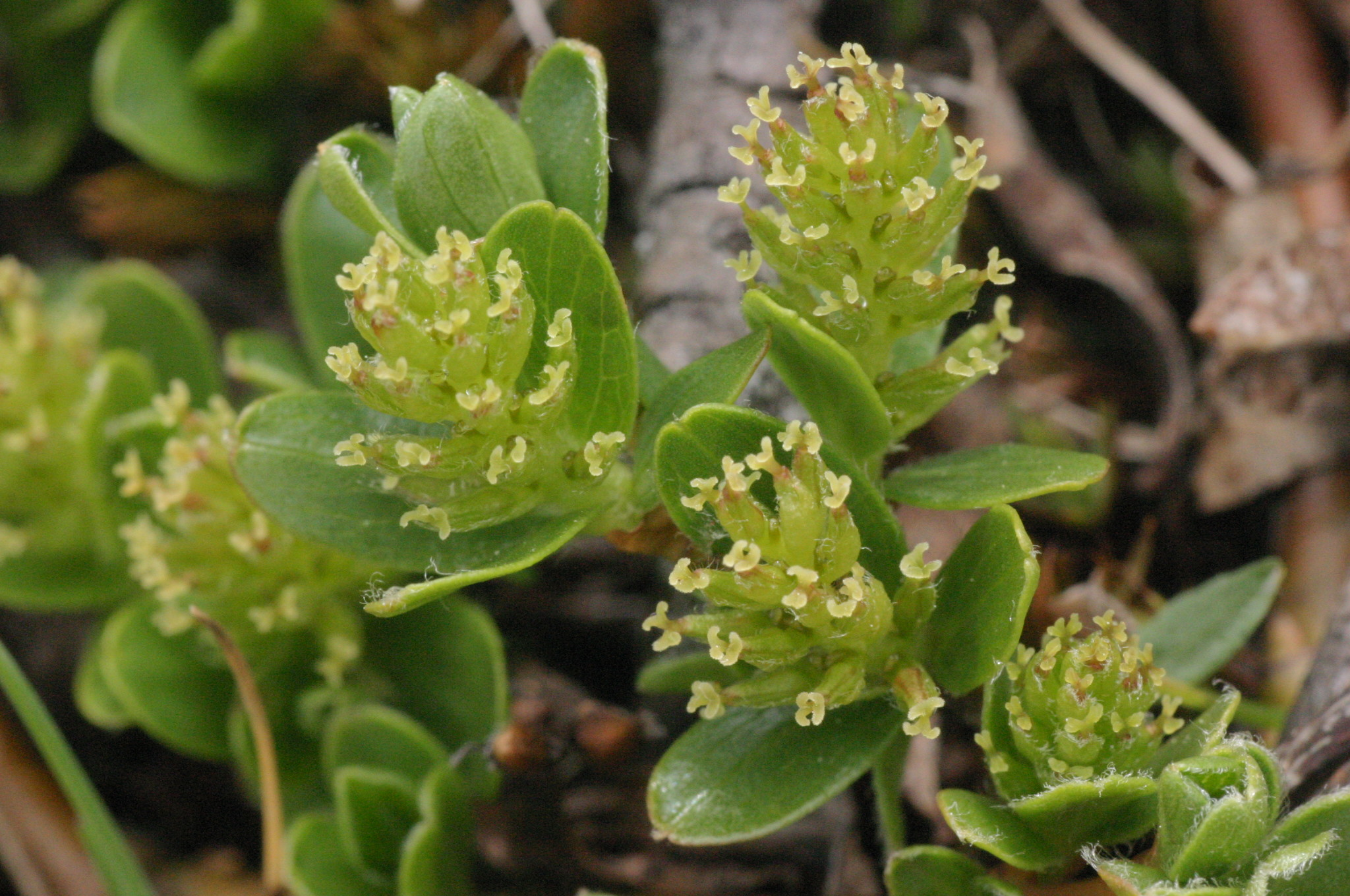
Жіночі суцвіття

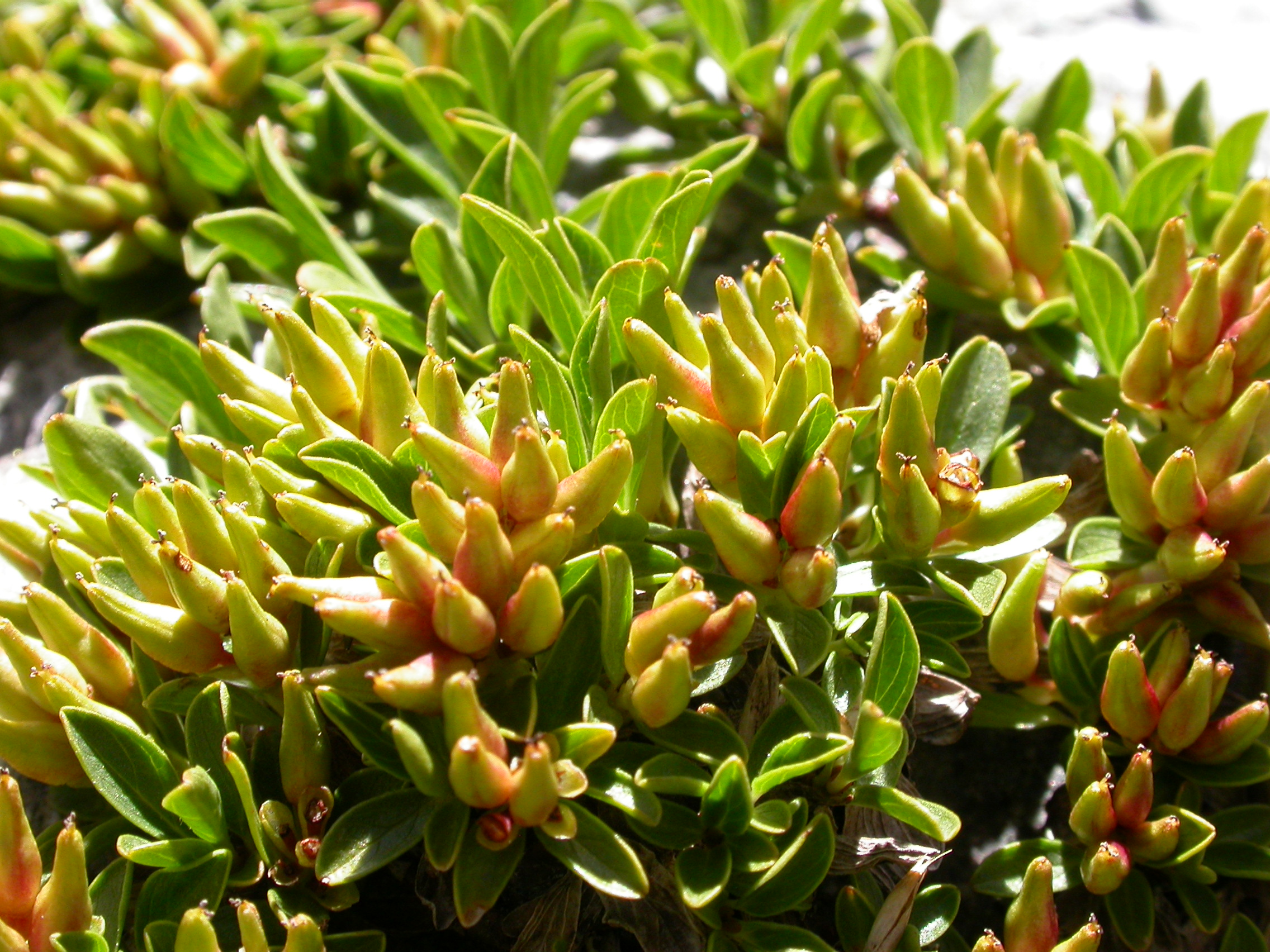
Плоди

Листопадний сланкий кущ заввишки 10–30 см, хамефіт. Гілки розгалужені, відносно товсті, інколи підіймаються над поверхнею землі. Колір кори міниться від оливково-бурого на молодих гілках до коричневого з сіруватим відтінком на старих. Бруньки опуклі, вкриті нечисленними, тупими лусками. Черешки завдовжки 2–3 мм. Листки обернено-яйцеподібні або ланцетні, цілокраї, голі, зелені, злегка лискучі, зі слабо чи сильно вираженим жилкуванням, 5–35 мм завдовжки і 5–11 мм завширшки. Кінчики листків або заокруглені, або дещо увігнуті. Восени листя жовтіє і починає видавати запах валеріани.
Рослина дводомна. Приквіткові луски жовто-зелені, інколи волосисті. Суцвіття являють собою кінцеві коротко-циліндричні сережки завдовжки 1–4 см, що містять, як правило, до 10 квіток. Чоловічі і жіночі квітки мають по два нектарники. Тичинок 2, їх пиляки жовті. Зав'язь гола, на ніжці, стовпчик у 6–8 разів коротший за неї. Приймочки дволопатеві, блідо-жовті. Плід — гола, конічна коробочка блідо-жовтого кольору, яка часто набуває червонуватого відтінку.

## Поширення
Верба туполиста належить до альпійських рослин, ареал яких охоплює гірські системи значної висоти. Місця зростання цього виду значно віддалені одне від одного, але усі лежать у межах Європи: у Піренейських, Балканських, Карпатських горах, серед скель Апеннінського півострова та в Альпах.
Українські популяції розташовані в гірських масивах Чорногора (на вершинах Туркул, Ребра, Шпиці, Бребенескул, Говерла, Петрос, Гутин Томнатик, Піп Іван) і Свидовець (на горі Близниця). Усі вони ізольовані одна від одної та мають дуже невелику площу (від 10 до 500 м²).

## Життєвий цикл
Квітне в червні-липні. Плодоносить у вересні. Поновлюється насінням, а також вегетативно. В природі верба туполиста здатна запилюватися іншими видами цього ж роду. Зокрема, відомі її гібриди з вербою трав'яною, альпійською, сітчастою, Salix bicolor.

## Екологія
Рослина світлолюбна, холодостійка, полюбляє ґрунти середнього ступеня родючості й зволоженості, особливо вапнякові. Зростає поміж голих скель та на кам'янистих схилах у субальпійському та альпійському поясах на висотах 1750–2900 м над рівнем моря. Верба туполиста належить до едифікаторів високогірних ценозів, де разом із вербою сітчастою формує рослинну асоціацію Salicetum retusoreticulatae.

## Охорона
Вид занесений до Червоної книги України (охоронна категорія: рідкісний). [Ця рослина також визнана рідкісною в Польщі. 

### Раритетні угруповання верби туполистої
Внаслідок зведення гірських лісів та чагарників, а також погіршення стану середовища існування окремі угруповання верби туполистої стали рідкісними і тому занесені до Зеленої книги України, зокрема 4 рослинні асоціації, які належать до формації верби туполистої (Saliceta retusae): 1) вічнозеленоосоково-туполистовербова; 2) голубуватосеслерієво-туполистовербова; 3) туполистовербова чиста; 4) хейфлеровосеслерієво-туполистовербова. 
Категорія охорони угруповань 2 (рідкісний тип асоційованості домінантів, із домінуванням верби туполистої, занесеної до Червоної книги України; реліктові угруповання на північно-східній межі ареалу). Статус охорони: рідкісні угруповання (характеризуються низьким ступенем трапляння і займають незначні площі). Угруповання охороняються в Карпатському біосферному заповіднику та Карпатському національному природному парку.

## Практичне значення
Верба туполиста приносить користь, запобігаючи ерозії гірських ґрунтів, оскільки її потужне коріння скріплює дрібні камінці, затримує часточки землі між більшим камінням, а гілки і листя запобігають його видуванню вітрами. Проте, зростаючи на слабопотужних ґрунтах і голих скелях, ця рослина залишається уразливою перед такими чинниками, як витоптування та поїдання худобою.

## Систематика
Підвид верби туполистої Salix retusa var. kitaibeliana (Willd.) Rchb., 1849 іноді описують як самостійний вид верба китайбелева (Salix kitaibeliana Willd.). Зокрема, такої думки додержуються українські ботаніки, в той час як західноєвропейські вчені розглядають цю назву лише як синонім номінальної.

### Синоніми
| - Oisodix serpyllifolia Raf. - Salix alpigena A.Kern. - Salix bichetii Gand., 1875 - Salix cottetii Lagger ex Andersson - Salix elongatula Gand., 1881 - Salix fenzliana A.Kern. | - Salix grahamii Borrer ex Baker - Salix iserensis Gand., 1875 - Salix odontophylla Gand., 1881 - Salix retusoides Jos.Kern. - Salix thomasiana Rchb. - Vimen retusa Raf., 1817 |